# Chantal Mouffe
Chantal Mouffe (Wanfercée-Baulet, 17 juni 1943) is een Belgische politicologe en filosofe gespecialiseerd in de politieke theorie. Ze is emeritus professor aan de Universiteit van Westminster en pleit voor een radicale democratie vanuit het idee dat conflict en verschil de basis vormen voor een gezonde politieke cultuur. Populisme en extreemrechts ziet ze als het resultaat van de nefaste hang naar consensus die fundamentele tegenstellingen net miskent.

## Levensloop
In 1960 ging Mouffe filosofie studeren aan de Katholieke Universiteit Leuven en vervolgde haar studies in Parijs bij de structuralist-marxist Louis Althusser. Eind 1966 ging ze filosofie doceren aan de Nationale Universiteit van Bogota. Ze keerde terug naar Europa en ging politiek studeren aan de universiteit van Essex, waar ze in contact kwam met de Argentijnse politiek theoreticus Ernesto Laclau (haar echtgenoot sinds 1975). Mouffe werkte aan de Amerikaanse Harvard-universiteit, Cornell-universiteit, Berkeley-universiteit en Princeton-universiteit en het Franse Centre national de la recherche scientifique. In 1985 ging ze aan de slag als programmadirecteur van het Parijse Collège International de Philosophie.
In 1985 publiceerde ze met Laclau het boek Hegemony and Socialist Strategy. Hun denken wordt omschreven als postmarxistisch - ze waren beide politiek actief in de sociale en studentenbeweging in de jaren zestig, en Mouffe vooral in de tweede feministische golf. Laclau en Mouffe verwierpen het historisch determinisme binnen het marxisme van Althusser en Nicos Poulantzas. In plaats van de klassenstrijd als het cruciaal politiek antagonisme pleitten ze onder invloed van Antonio Gramsci voor een radicale democratie in de vorm van een antagonistisch pluralisme waarbinnen conflicten niet ontkend worden, maar elk antagonisme op een positieve manier geuit kan worden. Volgens hen dreigt het liberalisme te vergeten dat "...there is no possibility of society without antagonism".

## Erkenning
- november 2014: eredoctoraat van de Universiteit van Valparaíso (Chili)
- 4 februari 2019: eredoctoraat van de KU Leuven op voordracht van Matthias Lievens & Stefan Rummens.[7] Ook Jos Geysels beschouwt Mouffe als een belangrijk denker omwille van het verschil dat ze aanstipt tussen de politiek (de instellingen) en het politieke (waar iedereen aan bijdraagt). Daarnaast onderschrijft hij haar idee dat politieke partijen partijdig moeten zijn en een duidelijk standpunt moeten verdedigen in de politieke arena, weliswaar binnen de grenzen van de liberale rechtstaat.[8]

## Publicaties
- 1985: Hegemony and Socialist Strategy (met Ernesto Laclau)
- 1993: The Return of the Political (Londen, Verso)
- 1994: Le politique et ses enjeux : pour une démocratie plurielle (Paris, La Découverte/MAUSS)
- 1999: Challenge of Carl Schmitt
- 2000: The Democratic Paradox
- 2005: On the Political (Nederlandse vertaling: Over het politieke 2008)
- 2013: Agonistics. Thinking the world politically
- 2018: For a Left Populism

- Bibsys: 90108022
- Biblioteca Nacional de España: XX1135638
- Bibliothèque nationale de France: cb12379995k (data)
- Catàleg d'autoritats de noms i títols de Catalunya: 981058519378606706
- CiNii: DA00608688
- Digitale Bibliotheek voor de Nederlandse Letteren: mouf001
- Gemeinsame Normdatei: 119504898
- International Standard Name Identifier: 0000 0001 1439 7596
- Library of Congress Control Number: n79143499
- Nationale Bibliotheek van Letland: 000017147
- Bibliotheek van het Japanse parlement: 00471978
- Nationale Bibliotheek van Tsjechië: mub2014830823
- Nationale Bibliotheek van Israël: 987007444755805171
- Nationale Bibliotheek van Polen: a0000002693996
- Nationale en Universitaire bibliotheek Zagreb: 000180266
- Nederlandse Thesaurus van Auteursnamen: 069112487
- Réseau des bibliothèques de Suisse occidentale: 02-A027677626
- Istituto Centrale per il Catalogo Unico: TO0V029569
- Système universitaire de documentation: 032850247
- Trove: 1169659
- Virtual International Authority File: 24682940
- WorldCat: E39PBJj4tYXQ4Vfhj8WM3w4wmd